# 2000 na Alemanha
Esta é uma cronologia dos fatos acontecimentos de ano 2000 na Alemanha.

## Eventos
- 18 de janeiro: Helmut Kohl renuncia a Presidência de honra da CDU após um escândalo financeiro.
- 6 de fevereiro: Um acidente ferroviário em Brühl, perto da estação de Colônia, deixa oito pessoas e 149 feridas.
- 20 de maio: O Bayern de Munique vence o Campeonato de Futebol da Alemanha.
- 1 de junho a 31 de outubro: A Exposição Universal de 2000 é realizada na cidade de Hanôver.
- 6 de julho: A FIFA escolha a Alemanha como a sede da Copa do Mundo de Futebol de 2006.